# Налимов, Сергей Венедиктович
Сергей Венедиктович Налимов (1914—1976) — сержант Рабоче-крестьянской Красной Армии, участник Великой Отечественной войны, Герой Советского Союза (1943).

## Биография
Сергей Налимов родился 15 октября 1914 года в селе Елиново (ныне — Солонешенский район Алтайского края). В 1924 году переехал в село Шебалино (ныне — Республика Алтай), работал в колхозе. В 1936—1938 годах проходил службу в Рабоче-крестьянской Красной Армии. В августе 1941 года Налимов повторно был призван в армию. С декабря того же года — на фронтах Великой Отечественной войны.
К сентябрю 1943 года гвардии сержант Сергей Налимов был помощником командира взвода 57-го гвардейского кавалерийского полка 15-й гвардейской кавалерийской дивизии 7-го гвардейского кавалерийского корпуса Центрального фронта. Отличился во время освобождения Черниговской области Украинской ССР. 20 сентября 1943 года Налимов переправился через реку Снов в районе села Смяч Щорского района и принял активное участие в боях за захват и удержание плацдарма, нанеся противнику большие потери.
Указом Президиума Верховного Совета СССР от 24 декабря 1943 года гвардии сержант Сергей Налимов был удостоен высокого звания Героя Советского Союза с вручением ордена Ленина и медали «Золотая Звезда».
В 1946 году Налимов был демобилизован. Проживал в Шебалино, руководил колхозом, затем работал бригадиром коневодческой фермы. Скончался 7 ноября 1976 года.
Был также награждён орденами Отечественной войны 2-й степени и Красной Звезды, рядом медалей.